# Solatisonax supraradiata
Solatisonax supraradiata is een slakkensoort uit de familie van de Architectonicidae. De wetenschappelijke naam van de soort is voor het eerst geldig gepubliceerd in 1904 door Martens.